# ثيودور روزفلت الأب
ثيودور روزفلت سينيور (بالإنجليزية: Theodore Roosevelt, Sr.) هو فاعل خير ورائد أعمال أمريكي، ولد في 22 سبتمبر 1831 في نيويورك في الولايات المتحدة، وتوفي بنفس المكان في 9 فبراير 1878.